# Romano Madera
Romano Màdera (Cuasso al Piano, 25 gennaio 1948) è un filosofo e psicoanalista italiano.

## Biografia
Romano Madera nasce a Cuasso al Piano in provincia di Varese il 25 gennaio 1948 da Filomeno Madera e Natalia Borsoi. Negli anni nascono: Rosella, Nuccio, Francesco, Vittorio e da ultimo  Romano.
Romano cresce nei quartieri popolari di Malnate, piccolo paese operaio del varesotto nell'Italia degli anni Cinquanta, in una famiglia cattolica e piccolo-borghese. Ultimo di quattro figli, distante sei e nove anni dai due fratelli e undici dalla sorella maggiore, è il cocco di papà, il privilegiato, l'unico a non essere passato in mezzo ai bombardamenti, a non sapere cosa vuol dire essere sfollati, a non aver sentito la miseria vera e dunque formato al debito di riconoscenza. Il modello sociale di riferimento è ancora quello patriarcale e il clima generale, permeato dalla religione con le sue luci e le sue ombre, se da un lato è sessuofobico e repressivo e disprezza ogni forma di carnalità, dall'altro è caratterizzato dall'intolleranza nei confronti delle ingiustizie. Nonostante fosse il figlio del Direttore del Circolo Didattico e di un'insegnante, l'inserimento nella realtà malnatese non gli si rivela inizialmente facile: i capelli ricci, l'accento, l'incapacità di comprendere il dialetto locale (padre calabrese, madre di Treviso, fratelli del viterbese: in casa non si poteva parlare che l'italiano, per capirsi) tradivano una differente provenienza che, di fatto, lo spingeva a frequentare per lo più gli altri figli di emigrati; la pallacanestro, sport per eccellenza nel varesotto, diventa successivamente il fattore decisivo per l'integrazione e per l'ottenimento di quella fiducia che gli autoctoni - artigiani e operai - non concedevano gratuitamente agli intellettuali e ai funzionari, come invece era più facile che accadesse nel mondo contadino. È frequentando l'oratorio locale che il giovane Romano entra in contatto con i missionari comboniani, la cui presenza, ai suoi occhi, spezza la routine quotidiana e costituisce la prima apertura nei confronti del mondo, lasciando intravedere realtà lontane e grandi piaghe sociali per cui lottare: il mito degli ultimi da riscattare e il coraggio di affrontare l'ignoto lo affascinano così tanto da fargli prendere in considerazione, per un paio d'anni, la possibilità di entrare in seminario, ipotesi poi scartata, senza che venissero minimamente scalfiti, però, i motivi che le erano sottesi e che seguire avrebbero trovato altre modalità di espressione.
Negli anni della scuola superiore Màdera entra in contatto con la grande cultura secolarizzata europea che fa nascere in lui i primi dubbi e lo spinge a porre sotto esame le credenze religiose: alla ricerca di un cambiamento reale che la Chiesa non riusciva a sostenere o, in certi casi, avversava, inizialmente oscilla tra l’appartenenza a Gioventù Studentesca e l’adesione alla critica della religione e dell’ideologia. Decisivi risultano l'incontro con Cesare Revelli, suo docente di filosofia e storia, cattolico e comunista luxemburghiano vicino a Lelio Basso del Partito Socialista Italiano di Unità Proletaria (PSIUP), e la lettura dei libri di Giulio Girardi sui rapporti tra cristianesimo e socialismo. Màdera si lascia, dunque, alle spalle un certo quietismo religioso e si fa trasportare senza remore dalla tensione trasformativa del mondo attraverso la pratica sociale e politica. Il pensiero di Marx riusciva, per lui, a cogliere 'l'impasto di ideale consolazione e rinvio illusorio' che era proprio dell'atteggiamento religioso, funzionale alle coperture ideologiche dello stato di cose.
Il 1967, con l'inizio degli studi universitari, sancisce, per Màdera, il passaggio alla militanza nella sinistra extraparlamentare: attraverso Valerio Crugnola passa dal PSIUP al PCd'I e aderisce al Movimento studentesco milanese. Con la disgregazione del PCd’I, nel 1969, è, con Giovanni Arrighi, tra i fondatori del Gruppo Gramsci cui afferiscono giovani intellettuali e operai accomunati dal rifiuto del populismo e dall'idea di far convergere i diversi antagonismi (comunismo, femminismo, liberazione sessuale e il nascente movimento omosessuale italiano) in una formazione culturale  alternativa unitaria che trova in Rosso, rivista quindicinale del gruppo, la sua prima espressione. L'impresa si rivela, però, tutt'altro che facile e resta limitata dall'impossibilità di trovare forme significative di collaborazione con le altre realtà "rivoluzionarie".
A fronte di una più generale crisi della politica rivoluzionaria, nel 1975, dopo un ultimo infelice tentativo di unione con i gruppi dell'autonomia di origine operaista, Màdera decide di abbandonare la militanza. Crollava, per lui, tutto un modo di vivere e di pensare: il fallimento non era, ai suoi occhi, solo politico, ma antropologico. La crisi esterna, inoltre, procedeva in parallelo a quella interiore: nel 1973, a soli venticinque anni, Màdera aveva perso il padre e avuto un figlio da «una relazione nevroticamente sperimentale quanto disastrosa» e ora si ritrovava a confrontarsi dolorosamente con la fine della seconda fase della sua vita. Lo smarrimento cresceva e l'impossibilità immediata di poter ricorrere all'analisi lo spinse a intraprendere una forsennata produzione diaristica, una pratica che caratterizzerà comunque – pur se in forma meno personale – anche tutti gli anni successivi, nella convinzione del valore terapeutico della scrittura di sé.
È in questa fase di grande subbuglio che Màdera getta le basi del suo pensiero filosofico, con la pubblicazione del suo primo libro, Identità e feticismo (1977), un «amorosissimo testa a testa con il tentativo di Marx di coniugare la sua critica al feticismo capitalistico […] con una teoria rivoluzionaria basata sulla lotta di classe […]». Di lì a poco l'autore si imbatte nell'opera di Ernst Bernhard, «capostipite degli junghiani italiani», viene chiamato a insegnare Filosofia delle scienze sociali all’Università della Calabria, dove resterà fino al 1982, e su indicazione di Hélène Eba-Tissot, curatrice dell'unico testo dello stesso Bernhard, inizia un percorso analitico con Paolo Aite, allievo diretto dello psicoanalista tedesco.
L'analisi contribuisce in modo sostanziale alla stesura del secondo volume di Màdera, Dio il mondo (1989), ed elicita in lui la vocazione terapeutica. Dal 1979 in poi, infatti, per alcuni anni il docente sperimenta con gli allievi che fanno la tesi con lui «un metodo di ricerca della motivazione. La scelta dell’argomento veniva rimandata, per mesi si dialogava su temi vitali e si parlava delle immagini dei sogni. Poi si passava all’elaborazione concettuale, in nulla apparentemente diversa da una tesi normale: la differenza stava nel fatto che l’autore sapeva di che cosa stava parlando, di quale materia personale era intessuto il proprio studio».
Chiamato da Emanuele Severino a insegnare all'Università Ca' Foscari di Venezia, Màdera intraprende il training analitico presso l'Associazione Italiana di Psicologia Analitica (AIPA) e, parallelamente, insieme a un gruppo ristretto di amici (tra cui lo studioso Carlo Enzo, le cui letture della Genesi e del Vangelo di Matteo hanno particolare influenza sul pensiero maderiano), avvia un esperimento di narrazione autobiografica: tutti i partecipanti raccontano la propria storia di vita nell’ottica «del riconoscimento, dell’empatia, dell’offerta di altre prospettive possibili e […] di una sospensione autoanalitica dell’attacco all’altro». Quando tutti i partecipanti ebbero raccontato la propria storia di vita, «un altro gruppo di persone […] si diede a questa prova a partire dal 1995»: quello che originariamente era informalmente definito gruppo sincretico o dei sincretisti si dava ora il nome di 'Compagnia di ognuno' e l'intento di praticare «una comunicazione libera e solidale, inibita […] nel mondo del lavoro e […] spesso anche nell’intimità. E perciò un esercizio […] difficile e prezioso […] perché la sua ambizione è grande: riuscire a trasformare ogni momento dell’esistenza in un riflessivo e perciò consapevole atto di autorealizzazione. Dunque, lo scopo è toccare con mano questa autorealizzazione nel chiuso degli incontri […] per poi tentare di viverla ognuno nella propria quotidianità […]».
Nel 1998, dal sodalizio intellettuale tra Màdera e Luigi Vero Tarca e grazie all'incontro con il pensiero di Pierre Hadot (che presenta la filosofia antica come quello specifico stile di vita caratterizzato dalla pratica della ricerca della saggezza e, quindi, da una tensione a concepire la propria singolarità nel contesto del cosmo e della comunità umana, dalla relativizzazione del proprio particolarismo egoico e da un desiderio di consapevolezza, verità e autenticità), nasce, presso l'Università di Venezia, il primo Seminario Aperto di Pratiche Filosofiche. Nell’autunno del 2002 ha luogo il primo ritiro di pratiche filosofiche, un appuntamento che diverrà poi annuale, e durante l’estate del 2004 Màdera e Tarca ampliano ulteriormente l’idea originaria e definiscono le linee portanti di una vera e propria comunità di praticanti. È Màdera, in particolare, a sottolineare l’importanza di una dieta quotidiana che possa comprendere la meditazione, lo yoga, il canto, la preghiera, la lettura di testi ed esercizi fisici e spirituali di varia natura.
Nel 2005 il Seminario Aperto di Pratiche Filosofiche approda anche all'Università degli Studi di Milano-Bicocca, dove Màdera si è trasferito nel 2001, e nell’autunno dello stesso anno il desiderio di sperimentare una sintesi innovativa tra pratiche filosofiche e psicologie del profondo, nell’apertura ad altri apporti significativi, conduce alla nascita ufficiale dell’associazione Philo - Pratiche filosofiche, a Milano, che annovera Romano Màdera tra i fondatori e docenti.
Studioso del pensiero di Carl Gustav Jung, ha definito la sua proposta nel campo della ricerca e della cura del senso 'Analisi Biografica a Orientamento Filosofico', formando nel 2007 la Società di Analisi Biografica a Orientamento Filosofico (SABOF).
Dal 2016 Màdera ha cessato l'attività accademica, ma resta una delle figure più autorevoli dell'attuale panorama filosofico italiano e continua a essere attivo come saggista, analista filosofo e psicoanalista di formazione junghiana. È membro dell'Associazione Italiana di Psicologia Analitica (AIPA), dell'International Association for Analytical Psychology (IAAP), del Laboratorio Analitico delle Immagini (LAI, associazione per lo studio del gioco della sabbia nella pratica analitica) e fa parte della redazione della Rivista di psicologia analitica. Frequenti e apprezzate sono le sue presenze in radio, in particolare come ospite nel programma “Uomini e Profeti” di Rai Radio 3.
Nel 2022, da un'idea di Romano Màdera, è nata la Compagnia di spiritualità laica(CSL), che ha preso forma grazie al lavoro di un piccolo gruppo di volontari tra cui Savino Calabrese, Massimo Diana, Luca Pouchain, Amabile Villa e tanti altri e altre che via via si sono aggiunti, come spazio condiviso capace di richiamare le persone a un impegno comune di ricerca di senso al di là delle diverse appartenenze e convinzioni teoriche, senza tuttavia negarle o svilirle. La CSL è un gruppo sincretico: nell’incontro rispettoso con le altre tradizioni, nella reciproca conoscenza, chi vi aderisce può proseguire nel coltivare la propria via spirituale. La CSL ospita chiunque sia in cerca di una risposta alla domanda sul senso. Ciascuno, nel gruppo, può trovare uno spazio di libero scambio di esperienze.

## Il pensiero
Romano Màdera è il fondatore dell'analisi biografica a orientamento filosofico (ABOF), pratica filosofica volta a utilizzare e a trasformare il metodo psicoanalitico, nata agli inizi del XXI secolo e oggi praticata in diverse città italiane.
La pratica dell'analista filosofo si rivolge alle dimensioni “sane” della persona ed è volta a una consapevole presa in cura dell'esistenza dell'analizzante: orientamento filosofico è inteso come ricerca di senso che, a differenza della filosofia come modo di vivere dell’antichità, parte dalla biografia storicamente, culturalmente e socialmente incarnata. Questo è un tentativo di risposta alla crisi, a partire dal XX secolo, delle istituzioni tradizionalmente riconosciute come orientanti l’esistenza (scuola, chiesa, stampa liberale e progressista); l'analista filosofo si propone di riformulare su base biografica i processi educativi e formativi integrandoli con le psicologie del profondo.
L’aver cura dell’insieme della personalità e della vita dei gruppi è stato da sempre il centro essenziale dellavocazione della filosofia, riproposta come contenitore di diversi approcci e discipline delle scienze umane, dalla psicoanalisi alla pedagogia. Il senso è inteso come il fattore trasformativo fondamentale. Per questo è opportuno dire che la proposta di Màdera nel campo della cura e della ricerca del senso, prende la forma di una terapia dell’esistenza che, su coordinate non coincidenti con quelle cliniche, si interessa alla sofferenza normale degli esseri umani, al loro disorientamento nei passaggi critici della vita, al bisogno di comprendere la propria traiettoria singolare dentro la cornice di una cultura determinata e in continuità/variazione con i miti e i discorsi fondativi del gruppo umano di appartenenza.
L'ABOF non si occupa della cura delle psicopatologie, a meno che l'analista filosofo non sia anche uno psicoterapeuta, psicologo o psichiatra.
Essendo l'ABOF una pratica filosofica, sono richiesti all'analista non solo la competenza professionale ma anche l'indirizzo vocazionale della sua vita alla filosofia, dedicandosi agli esercizi filosofici personali e comunitari.
L'ambito di esperienze e teorie da cui deriva riunisce l'eredità delle psicologie del profondo, la filosofia intesa nel suo valore terapeutico e come stile di vita, la pedagogia del corpo e le pratiche di meditazione, la psicologia sistemica, il metodo autobiografico e biografico, la narrazione delle storie di vita in una prospettiva sociologica.
La tensione creativa che muove gli sforzi convergenti di Màdera verso una cura integrale dell’esistenza umana, si concentra con la massima intensità nell’idea di una possibile “autorealizzazione solidale” che permetta al singolo – in cerca di uno stile di vita libero dalla dismisura delle passioni che Epicuro definì “né naturali, né necessarie”: fama, ricchezza, potere –  di avviare un progressivo e quotidiano cammino di conversione psicospirituale, con conseguenze molteplici sul versante etico e metapolitico, laddove alla conflittualità distruttiva della logica amico/nemico possa sostituirsi nel tempo una pratica di convivenza in cui i conflitti diventino generativi e venga nutrito il terreno del riconoscimento reciproco superando la vecchia etica delle demonizzazioni incrociate e della costruzione del capro espiatorio.
Tale prospettiva amplia notevolmente il concetto di salute e affida a ciascuna persona il diritto/dovere, come consigliato da Socrate, di mettere sotto esame la propria vita per non agire in maniera automatica e irriflessa. Lo specifico “terapeutico” della filosofia è riscontrabile nella scelta di problematizzare l’ovvio, affinando gli strumenti della domanda consapevole e della ricerca di senso, coltivando dinnanzi al disagio inevitabile le proprie capacità di trascendenza della centratura egoica e di comprensione degli eventi nel loro intreccio complesso di concause, secondo la saggezza della massima attribuita a Thomas More: “Che io possa avere la forza di cambiare le cose che posso cambiare, che io possa avere la pazienza di accettare le cose che non posso cambiare, che io possa avere soprattutto l'intelligenza di saperle distinguere”.

## Opere
- Identità e feticismo, Moizzi, Milano, 1977.
- Dio il Mondo, Coliseum, Milano, 1989.
- L'alchimia ribelle, Palomar, Bari, 1997.
- C.G. Jung. Biografia e teoria, Bruno Mondadori, Milano, 1998.
- L'animale visionario, Il Saggiatore, Milano, 1999.
- “Mia philosophikê askêsê”, in ê sunantêsê, n. 16, 2005.
- “Ti einai ê philosophika prosanatolismenê biographikê analusê?”, in ê sunantêsê, n. 18, 2005.
- "Un'etica che sa dell'anima e del mondo per l'era planetaria", introduzione a E. Neumann, Psicologia del profondo e nuova etica (2003), trad. it., Moretti&Vitali, Bergamo, 2005.
- La filosofia come stile di vita (con L.V. Tarca), Bruno Mondadori, Milano, 2003 (trad. ingl.: Philosophy as Life Path, Ipoc, Milano, 2007).
- Il nudo piacere di vivere, Arnoldo Mondadori, Milano, 2006.
- "Che cosa è l'analisi biografica a orientamento filosofico", in AA.VV., Pratiche filosofiche e cura di sé, Bruno Mondadori, Milano, 2006.
- “C.G. Jung come precursore di una filosofia per l'anima”, in AA.VV., Il senso di psiche. Una filosofia per l'anima, Rivista di psicologia analitica, novembre 2007, 76/2007, n.s. n. 24.
- “C.G. Jung. Forerunner of a Philosophy for the Soul”, in European Journal of Psychoanalysis, II, 24, 2009.
- "Il virus benefico delle pratiche filosofiche nella scuola mortificata", prefazione a S. Alberti, Pratiche filosofiche a scuola. La classe, l'ascolto, il racconto autobiografico, il pensiero simbolico, Ipoc, Milano, 2009.
- La carta del senso. Psicologia del profondo e vita filosofica, Raffaello Cortina Editore, Milano, 2012.
- Approaching the Navel of the Darkened Soul. Depth Psychology and Philosophical Practices, Ipoc, Milano, 2013.
- Una filosofia per l'anima. All'incrocio di psicologia analitica e pratiche filosofiche (a cura di Chiara Mirabelli), Ipoc, Milano 2013.
- “Empirisme ou une philosophie pour l’ame?”, in Recherches Germaniques, Université de Strasbourg, Hors série n. 9, 2014.
- "Dalle origini di Philo uno sguardo sul metodo", in C. Mirabelli, A. Prandin (a cura di), Philo. Una nuova formazione alla cura, Ipoc, Milano, 2015.
- "Per toccare lo spirito nel quotidiano", in N. Janigro (a cura di), La vocazione della psiche. Undici terapeuti si raccontano, Einaudi, Torino, 2015.
- “The Missing Link: from Jung to Hadot and Vice Versa”, in Eranos. Its Magical Past and Alluring Future: the Spirit of a Wondrous Place, Spring, n. 92, 2015.
- Carl Gustav Jung. L'opera al rosso, Feltrinelli, Milano, 2016.
- "Vai verso l'altrove di te", in S. Fresko, C. Mirabelli (a cura di), Qual è il tuo mito. Mappe per il mestiere di vivere, Mimesis, Milano-Udine, 2016.
- “The Quest for Meaning after God’s Death in an Era of Chaos”, in AA.VV., Jung’s Red Book for our Time. Searching for Soul under Postmodern Conditions, 2 Vols., Chiron Publications, Asheville, NC, 2017, Vol. 2.
- Sconfitta e utopia. Identità e feticismo attraverso Marx e Nietzsche, Mimesis, Milano-Udine, 2018.
- “Che tipo di sapere potrebbe essere quello della psicoanalisi?”, in Psiche. Rivista di cultura psicoanalitica, n. 2, 2018.
- “Dalla pseudospeciazione al capro espiatorio", in AA.VV., Tabula rasa. Neuroscienze e culture, Fondazione Intercultura , vol. 15, 2019.
- "Chi è e cosa sa fare l'analista filosofo (in 14 punti)", appendice a P. Bartolini, C. Mirabelli (a cura di), L'analisi filosofica. Avventure del senso e ricerca mito-biografica, Mimesis, Milano-Udine, 2019.
- "Extra misericordiam nulla salus", in P. Bartolini, R. Mancini (a cura di), L'amore che salva. Il senso della cura come vocazione filosofica , Mursia, Milano, 2019.
- "La tragedia che siamo, la tragedia che dovrebbe essere consapevoli di essere", postfazione a A. Filannino Indelicato, Per una filosofia del tragico. Tragedie greche, vita filosofica e altre vocazioni al dionisiaco, Mimesis, Milano-Udine, 2019.
- "The psychic counterpoise to violence towards the human other", in R.R. Papadopoulos (Ed.), Moral Injury and Beyond. Understanding Human Anguish and Healing Traumatic Wounds, Routledge, New York, 2020.
- Il caos del mondo e il caos degli affetti (con G. Cappelletty), Claudiana, Torino, 2020.
- “The Future of the Spirit in The Red Book and in Our Time”, in AA.VV., Jung’s Red Book for our Time. Searching for Soul under Postmodern Conditions, Chiron Publications, Asheville, NC, 2022, Vol. 5.
- Il metodo biografico come formazione, cura, filosofia, Raffaello Cortina, Milano 2022.
- Lo splendore trascurato del mondo. Una mistica quotidiana, Bollati Boringhieri, Torino 2022.
- Cura. Per sé e per il mondo (con N. Janigro), Editrice Bibliografica, Milano 2023.
- Racconti di racconti. Una conversazione (con P. Jedlowski), Mimesis, Milano-Udine 2024.
- Una spiritualità laica. La vocazione a essere finalmente umani, Bollati Boringhieri, Torino 2025.